# برنارد زوكرمان
برنارد زوكرمان (بالإنجليزية: Bernard Zuckerman)‏ هو لاعب شطرنج أمريكي، ولد في 31 مارس 1943 في بروكلين في الولايات المتحدة.

## وصلات خارجية
- برنارد زوكرمان على موقع الاتحاد الدولي للشطرنج (الإنجليزية)
- برنارد زوكرمان على موقع مباريات الشطرنج (الإنجليزية)
- برنارد زوكرمان على موقع 365Chess.com (الإنجليزية)
- برنارد زوكرمان على موقع Chesstempo.com (الإنجليزية)
- برنارد زوكرمان على موقع الاتحاد الأمريكي للشطرنج (الإنجليزية)